# Hylomyscus denniae
Hylomyscus denniae är en däggdjursart som först beskrevs av Thomas 1906.  Hylomyscus denniae ingår i släktet Hylomyscus och familjen råttdjur. IUCN kategoriserar arten globalt som livskraftig. Inga underarter finns listade i Catalogue of Life.
Denna gnagare förekommer i med flera från varandra skilda populationer i centrala Afrika. Den hittas bland annat i Angola, östra Kongo-Kinshasa, Zambia, Kenya och Tanzania. Arten vistas främst i bergstrakter mellan 1500 och 4400 meter över havet. Sällan lever den i lägre regioner. Hylomyscus denniae föredrar bergsskogar och besöker även bergsängar.
Arten blir 8,7 till 10,6 cm lång (huvud och bål), har en 12,3 till 15,3 cm lång svans och väger 19 till 40 g. Bakfötterna är 1,9 till 2,3 cm långa och öronen är 1,6 till 1,9 cm stora. Ovansidan är täckt av mjuk och tät päls med hår som är 8 till 10 mm långa. De är gråa nära roten och bruna vid spetsen vad som ger en gråbrun färg. Kroppens sidor är lite rödaktiga och på undersidan förekommer ljusgrå päls. Huvudet kännetecknas av rödaktiga fläckar mellan ögonen och öronen. Dessutom har Hylomyscus denniae långa svarta morrhår. Fjällen som täcker svansen bildar ringar och dessutom finns små styva hår. Honor har fyra par spenar.
Detta råttdjur är nattaktiv och klättrar främst i växtligheten. Ibland hittar det födan på marken. Arten äter frukter, frön, insekter och andra ryggradslösa djur. Boet byggs i trädens håligheter. Honor kan vara brunstiga under alla årstider men parningen sker oftast under den torra perioden eller i början av regntiden. Per kull föds tre till sju ungar. De blir könsmogna när de väger cirka 22 g.